# Julius Schnorr von Carolsfeld
Julius Schnorr von Carolsfeld (Lipcse, Szász Választófejedelemség, 1794. március 26. – Drezda, Szász Királyság, 1872. május 24.) német romantikus festő.

## Élete
1811-től a Bécsi Képzőművészeti Akadémián tanult.
1827-ben I. Lajos bajor király a müncheni művészeti akadémia professzorává nevezte ki.
1846-ban Drezdába költözött.

## Képei

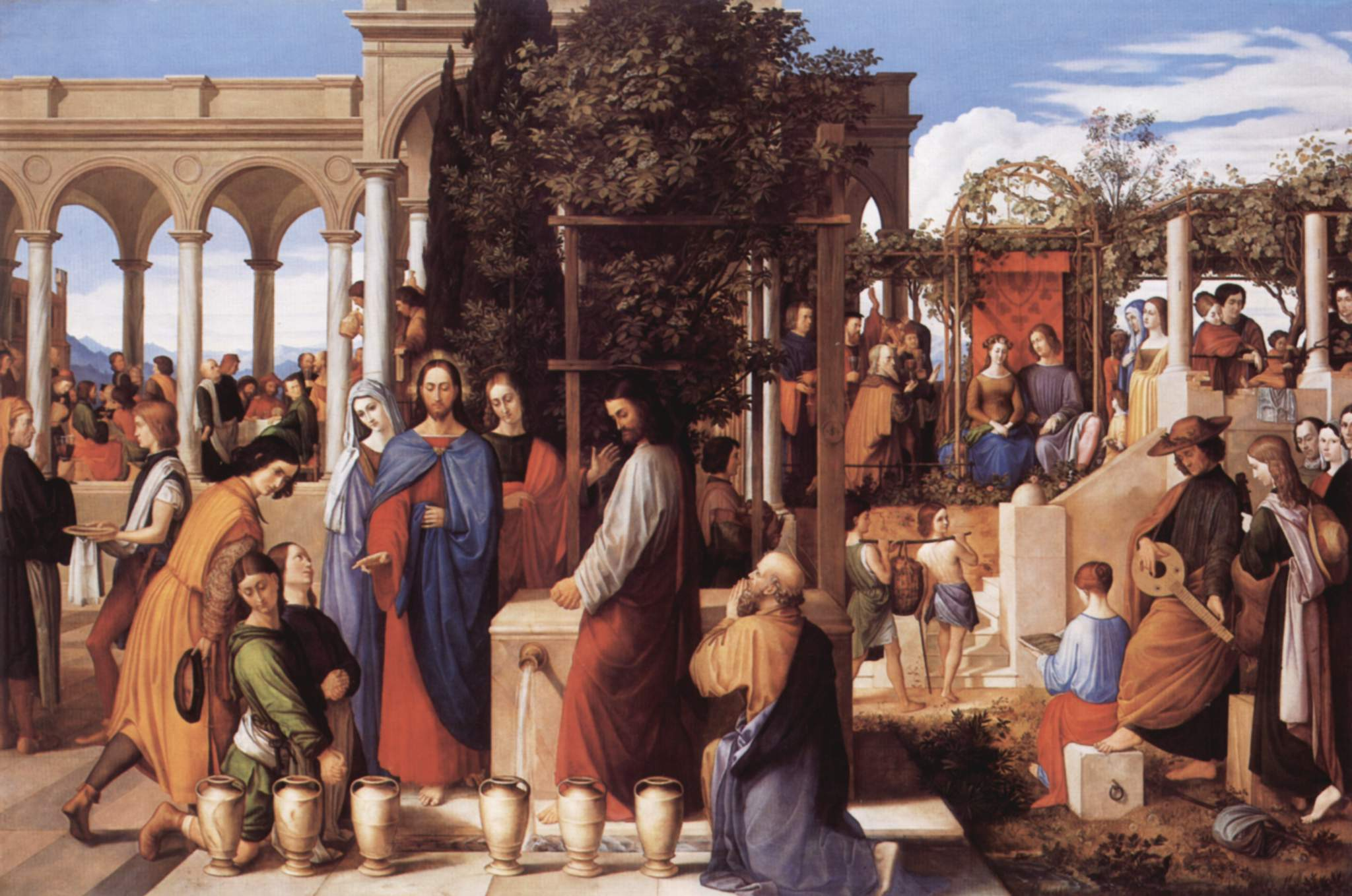
Kánai menyegző (1819)
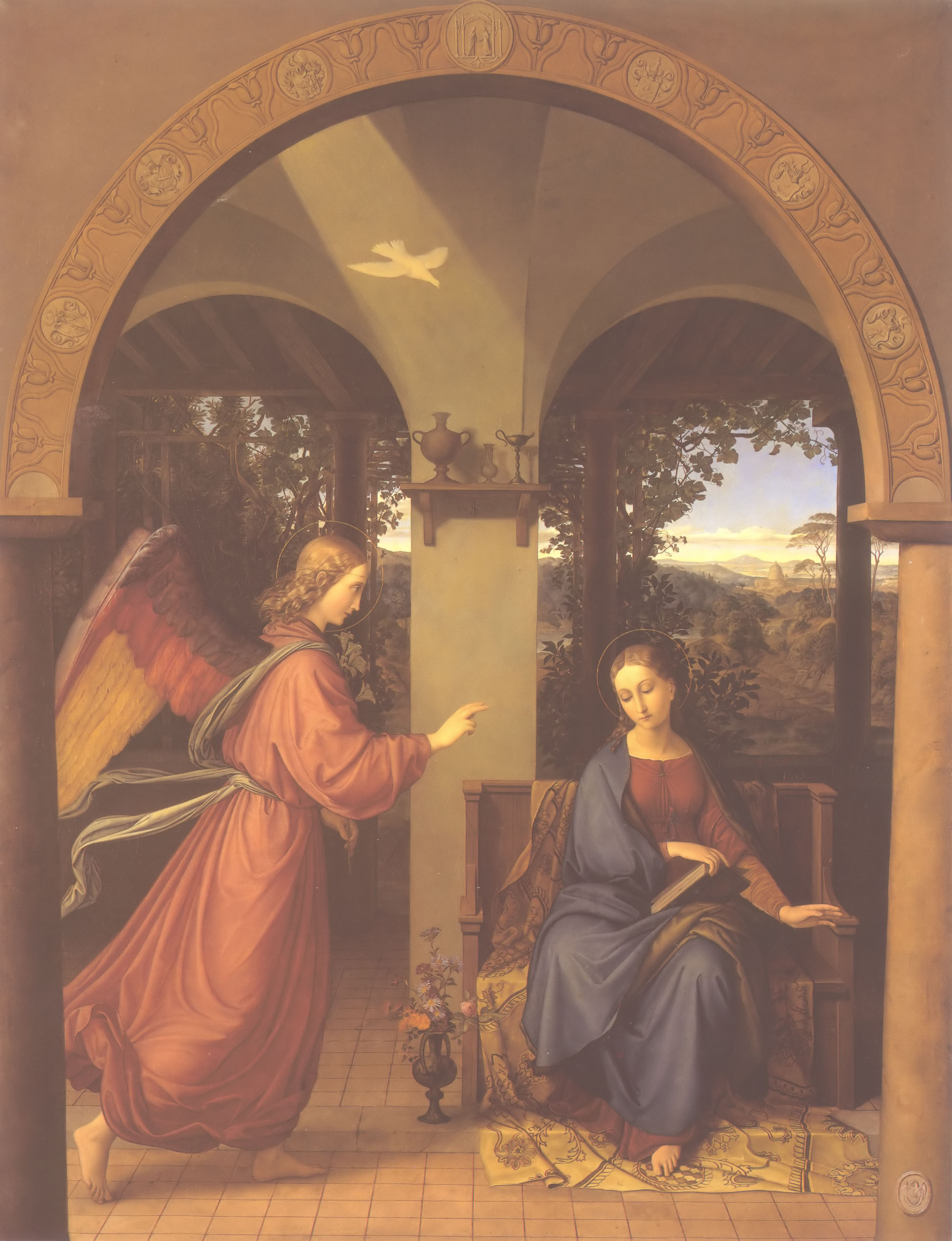
Gyümölcsoltó Boldogasszony (1820)
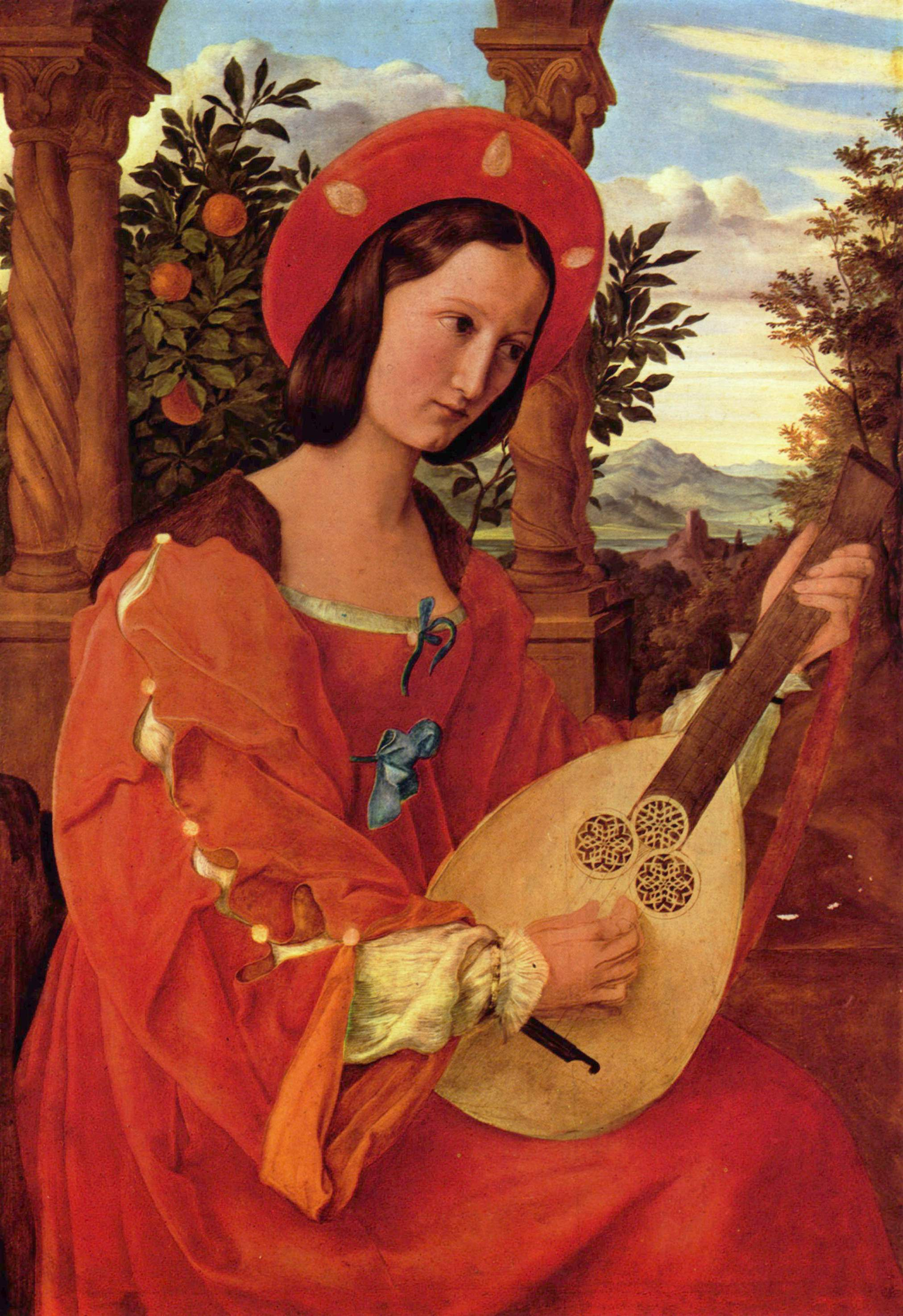
Klara Bianka von Quandt (1820)
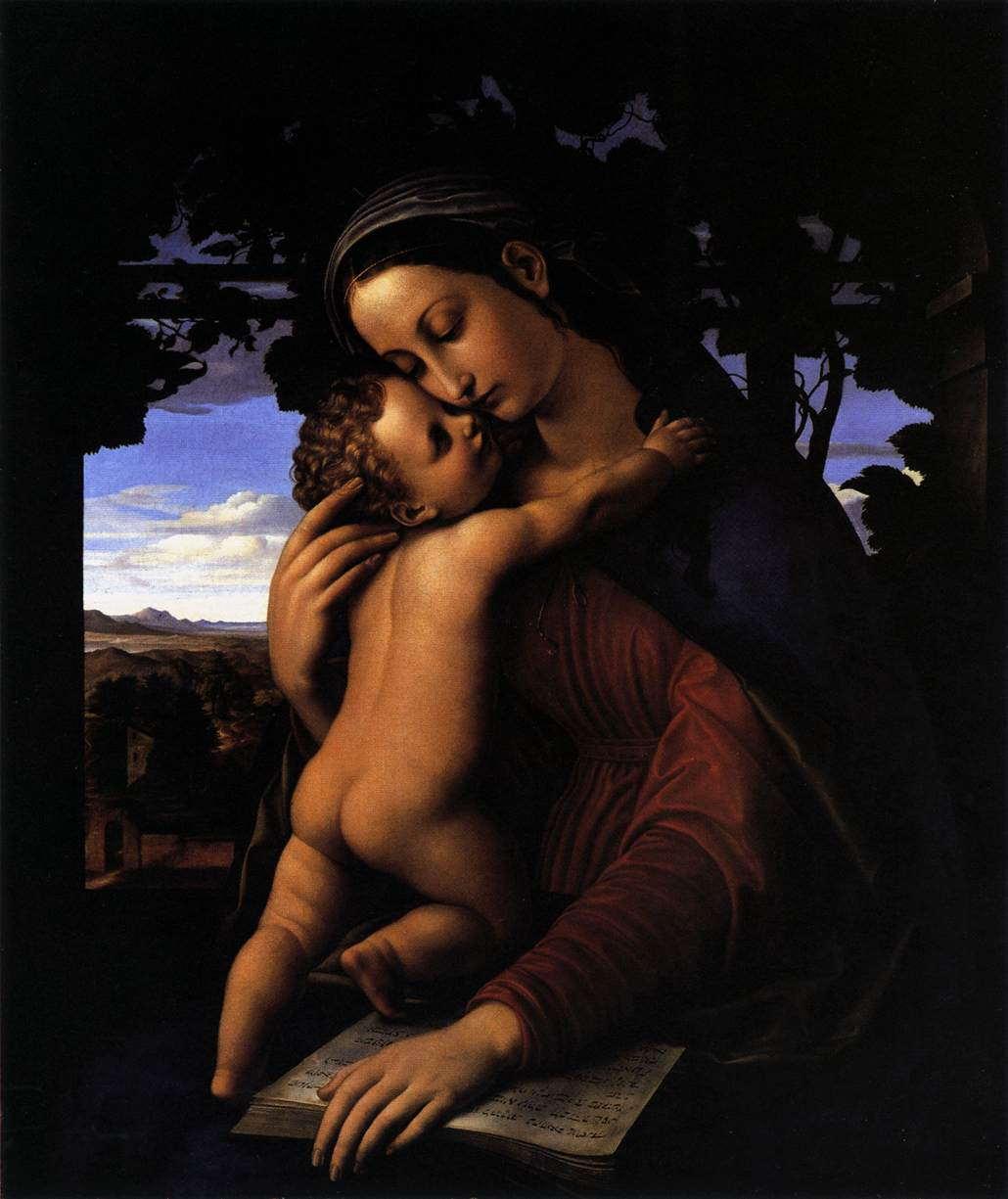
Madonna gyermekkel (1820)
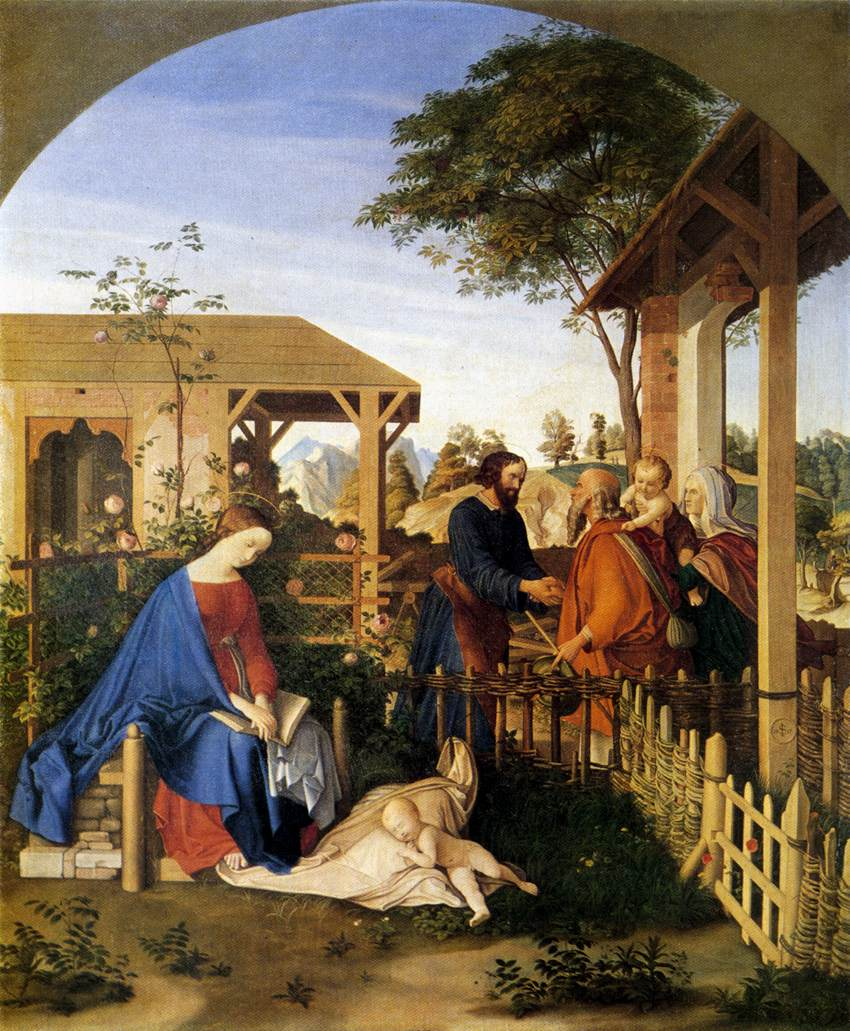
Keresztelő Szent János családja Krisztus családjához látogat  (1817)
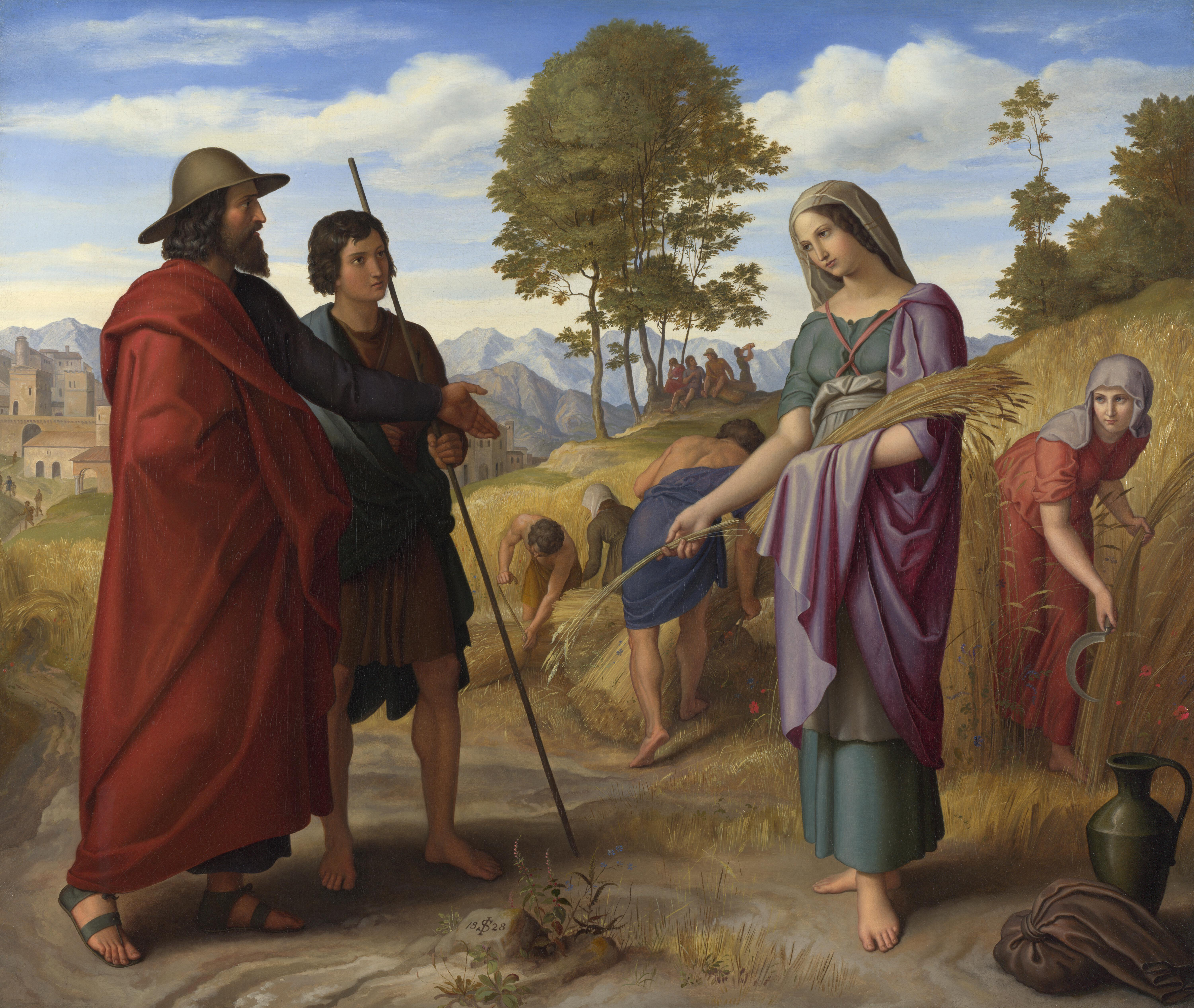
Ruth Boáz mezején (1828)
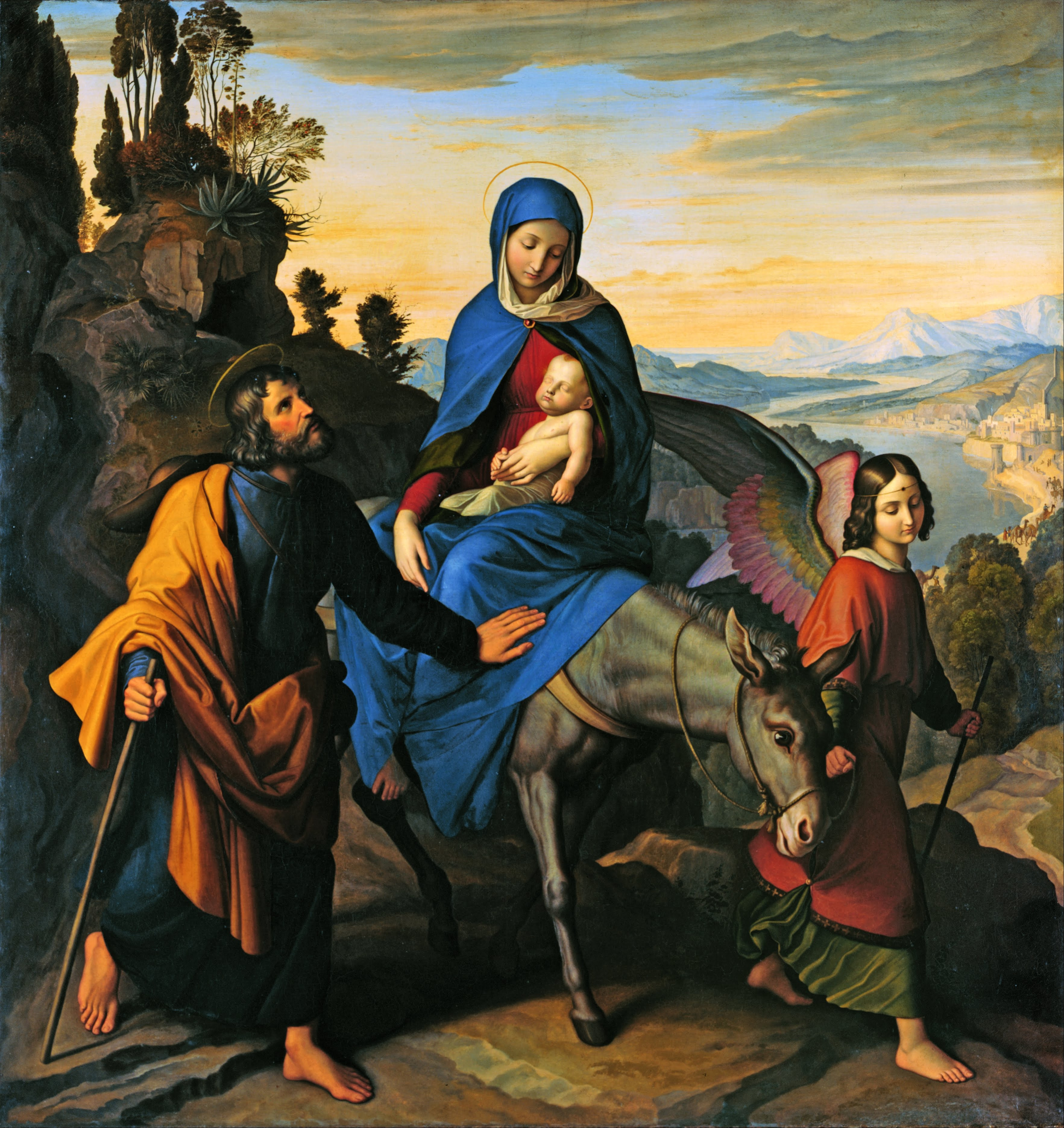
Menekülés Egyiptomba (1828)

## Könyvek
- Julius Schnorr von Carolsfeld: Evangelium in Bildern. Edition Tempelbibliothek. ISBN 978-3-930730-36-0
- Julius Schnorr von Carolsfeld: Die Bibel in Bildern. 240 Darstellungen, erfunden und auf Holz gezeichnet. 2. Nachdr. d. Ausg. Leipzig, Wigand, 1860. – Zürich: Theol. Verl., 1989. ISBN 3-290-11488-0

## Fordítás
- Ez a szócikk részben vagy egészben  a   Julius Schnorr von Carolsfeld című német Wikipédia-szócikk fordításán alapul.  Az eredeti cikk szerkesztőit annak laptörténete sorolja fel. Ez a jelzés csupán a megfogalmazás eredetét és a szerzői jogokat jelzi, nem szolgál a cikkben szereplő információk forrásmegjelöléseként.
- Ez a szócikk részben vagy egészben  a   Julius Schnorr von Carolsfeld című angol Wikipédia-szócikk fordításán alapul.  Az eredeti cikk szerkesztőit annak laptörténete sorolja fel. Ez a jelzés csupán a megfogalmazás eredetét és a szerzői jogokat jelzi, nem szolgál a cikkben szereplő információk forrásmegjelöléseként.